# Инфраструктура в Бразилия
Инфраструктурата в Бразилия допреди няколко десетилетия се е разработвала почти изцяло с публични инвестиции.
Въпреки това от 1990-те години с приватизацията и партньорства между публичния и частния сектор, големите национални и международни компании са инвестирали в инфраструктурни проекти чрез концесионни договори. Днес, бидейки десетата най-голяма икономика, очаквайки да се превърне в пета до края на следващото десетилетие, Бразилия се откроява в няколко сегмента: втори по големина износител на хранителни продукти, един от основните производители на петрол и минерали и седмият по големина на автомобилния пазар. Благодарение на своята политическа и институционална стабилност, нейната икономика е най-силната в Латинска Америка. Но също така, страната е изправена пред големи предизвикателства от структурен характер. Те са пряко свързани с историята на страната, нейната интеграция в глобалната система на управление и икономическите пропуски и слабости, както социални, така и регионални, които от столетия определят развитието на бразилското общество.

## Образование
Федералната конституция и Закона за директивите и основите на народната просвета (LDB) определят, че Федералното правителство, щатите, Федералният окръг и общините трябва да ръководят и организират своите обществено-образователни системи. Всяка една от тези системи е отговорна за собствената си издръжка, с правомощия в управлението на фондове, както и с механизми и източници за тяхното финансиране. Новата конституция заделя 25 % от държавния бюджет и 18 % федерални данъци и общински такси за образование.
Според данни от Националното проучване по местожителство (PNAD), през 2007 г. грамотността на бразилското население бе 90%, което означава, че 14,1 милиона души (10% от населението) все още са неграмотни в страната; функционално неграмотните, вече са 21,6% от населението. Неграмотността е най-висока в Североизточния регион, където 19,9% от населението не знае да пише и да чете. Също така според PNAD, процентът на хората на възраст от 6 до 14 години посещаващи училище, през 2007, е бил 97% и 82,1% сред лицата на 15 и 17 години, докато средното общо време на обучение сред по-възрастните от 10 години е бил средно 6,9 години.
Висшето образование започва със завършването на гимназия или последователни курсове, които могат да предлагат различни възможности за специализация в академична или професионална кариера. В зависимост от избора, студентите могат да подобрят образованието си с пост-гимназиални курсове, Sensu Stricto или Sensu Lato. За да може учащият се да посещава институция за висше образование, е задължително по закон, да премине всички нива на образованието, според неговите нужди – детската градина, основното и средното образование, при условие, че той няма инвалидност (увреждане), било то физическо, умствено, зрително или слухово.

## Наука и техника
Основите на бразилската научна продукция са положени в първите десетилетия на 19 век, когато португалското кралско семейство, водено от крал Жуау VI, пристига в Рио де Жанейро, бягайки от настъпващата армия на Наполеон в Португалия, в 1807 г. Дотогава, Бразилия е португалска колония, без университети и научни организации, за разлика от бившите американски колонии на Испанската империя, който, макар да имат голяма част от населението неграмотно, са имали сравнително много университети още от 16 век.
Технологичните изследвания в Бразилия в голяма степен се провеждат в държавни университети и в изследователски институти. Някои от най-забележителните технологични центрове на Бразилия са институтите Освалду Круз, Бутантан, Главното командване за космически технологии, Националния институт за космически изследвания и Бразилското предприятие за изследвания в селското стопанство.
Бразилия има най-модерната космическа програма в Латинска Америка, със значителни ресурси за ракети носители, както и за производството на изкуствени спътници. На 14 октомври 1997 г., Бразилската космическа агенция подписа споразумение с НАСА, за предоставяне на части за Международната космическа станция. Това споразумение позволи на Бразилия да има първия си космонавт. На 30 март 2006, полк. Маркус Понтис, на борда на кораба Союз, стана първият бразилски космонавт, и същевременно третият от Латинска Америка да орбитира около Земята.
Има планове за изграждане на първата атомна подводница в страната, освен това, Бразилия е една от трите страни в Латинска Америка със синхротронна лаборатория в действие, за изследвания в областта на физиката, химията, материалознанието и биологията.
Според Глобалния доклад на информационните технологии 2009 – 2010 на Световния икономически форум, Бразилия е на 61-во място в света като разработчик на информационните технологии.

## Здравеопазване
Бразилската система на общественото здравеопазване се управлява и предоставя от всички нива на правителството, докато частните здравни системи имат допълваща роля. Има няколко основни проблема в системата на общественото здравеопазване в Бразилия, от които, през 2006, по-важните са били – високи нива на детската и майчината смъртност от незаразни заболявания, както и смъртността от външни причини: транспорт, насилие и самоубийство.

## Транспорт
С магистрална мрежа от около 1,8 милиона километра, бидейки 96 353 km от тях павирани (към 2004), магистралите са основните транспортни артерии за превоз на товари и пътнически трафик в Бразилия. Първите инвестиции в пътната инфраструктура са през 1920-те, с правителството на Уошинтон Луис, и са продължени от правителствата на Жетулиу Варгас и Еурику Гаспар Дутра. Жуселину Кубичек (между 1956 – 1961), който проектира и построява столицата Бразилия, е друг привърженик на магистрали. Кубичек е отговорен за установяването на големи производители на автомобили в страната (Фолксваген, Форд и Дженеръл Мотърс които се установяват в Бразилия по време на неговото управление) и един от начините за тяхното привличане е, разбира се, строителството на магистрали. Днес страната има на нейна територия други големи автомобилни производители като Фиат, Рено, Пежо, Ситроен, Крайслер, Мерцедес-Бенц, Хюндай и Тойота. Бразилия е седмата най-важна страна в автомобилната индустрия в света.
Бразилия разполага с около 4000 летища и аеродруми, от които 721 с павирани писти, включително и площите за разтоварване. Страната е на второ място в света с най-голям брой летища, единствено зад САЩ. Международното летище Гуарулюс, намиращо се в Сао Пауло, е най-голямото и най-натоварено летище в страната; голяма част от това се дължи на пътническия и търговския трафик в страната и факта, че летището свързва Сао Пауло с почти всички големи градове по целия свят. В Бразилия има 34 международни и 2464 регионални летища.
Страната разполага с широка железопътна мрежа от 28.857 km, – десетата най-голяма в света. В днешно време бразилското правителство, за разлика от миналото, се стреми да насърчава този вид транспорт, като пример за това е проекта за високоскоростен влак Рио – Сао Пауло, влак-стрела, който ще свързва двата основни града на страната. По отношение на водния транспорт, Бразилия разполага с 37 пристанища, от които най-голямото е в град Сантус. Също така разполага и с 50 000 km водни пътища.

## Енергетика
Бразилия е десетият най-голям потребител на енергия на земята и третият в западното полукълбо след САЩ и Канада. Бразилската енергийна система се основава на възобновяеми енергийни източници, по-специално вода и етанол и от друга страна, невъзобновяеми, като нефт и природен газ. През последните три десетилетия, Бразилия работи интензивно за създаването на алтернатива на бензина. Със своето гориво, основано на захарната тръстика – етанол, нацията може да стане енергийно независима в близко бъдеще. Планът на правителството от 70-те години, про-алкохол, в отговор на несигурността на петролния пазар, се ползва с частичен успех. Все пак, голяма част от бразилците използват тъй наречените „флекс-автомобили“, които работят с етанол или бензин, позволяващи на потребителя да може да си зареди колата с по-евтиния вариант, обикновено етанол.
Страни с висока консумация на гориво като Индия и Китай следват напредъка на Бразилия в тази област. Освен това, държави като Япония и Швеция внасят бразилски етанол, за да изпълнят екологичните си задължения, посочени в Протокола от Киото.
Бразилия има втория най-голям резерв от нефт в Южна Америка и е един от най-големите производители на суровината, която е увеличила производството си през последните години. Страната заема едно от първите места в света в производството на водноелектрическа енергия. От общия ѝ капацитет за генериране на електричество, равняващо се на 90 хил. мегавата, водноелектрическата енергия възлиза на 66.000 мегавата (74%). Ядрената енергия съставлява около 3% от енергийната система на Бразилия. Обогатен уран във Фабриката за ядрено гориво (FCN), в Резенди, щат Рио де Жанейро, в днешно време отговаря на енергийните нужди на държавата. Бразилия може да стане световна сила в производството на петрол, с големите открития на този ресурс в последно време в басейна Сантус.

## Комуникации
Бразилската преса води началото си от 1808 г. с идването на португалското кралско семейство, бидейки дотогава забранен всякакъв вид печатни произведения, били те вестници или книги. За рождение на бразилската преса официално се счита датата 13 май 1808, когато в Рио де Жанейро, се създава Придворната печатница, днес Националната печатница, от принца-регент Жуау VI.
Газета на Рио де Жанейро, първият вестник публикуван в Бразилия, започва да се разпространява на 10 септември 1808 г. Днес пресата се е превърнала в средство за масово осведомяване и издава големи вестници, които са сред най-издаваните по тираж в страната и в света, като напр. Фоля де Сао Пауло, О Глобо и Естаду де Сао Пауло.
Радиото възниква в Бразилия на 7 септември 1922 г., като първата трансмисия е една реч на тогавашния президент Епитасио Песоа, но действителното редовно излъчване започва на 20 април 1923 със създаването на „Радио Сосиедаде ду Рио де Жанейро“. През 1930-те започва търговската ера на радиото, с разрешение на реклами в програмата, приемането на артисти на работа в студиата и техническото развитие на сектора. С появата на сапунените опери и с популяризирането на програмата, през 1940-те започва т.нар. златна ера на бразилското радио, със силно въздействие върху бразилското общество, подобно на това, което днес имат телевизията или интернет. Със създаването на телевизията, радиото преминава през трансформации, от което сериали, художници, сапунени опери и ток шоута се заменят с музика, и обществено полезни услуги. През 1960-те възникнат FM радиата, които излъчват много повече музика за слушателите.
Телевизията в Бразилия започва официално да излъчва на 18 септември 1950 г., със съдействието на бразилския адвокат, журналист и политик Азис Шатобриан, който основава първата телевизия в страната, Телевизия Тупи. Оттогава телевизията се разраства, създавайки големи ТВ мрежи, като Глобо, Рекорд, СБТ и Бандейрантес. Днес тя е важен фактор в модерната народна култура на бразилското общество. Цифровата телевизия започва да излъчва в 20:30 часа на 2 декември 2007 г., първоначално в Сао Пауло, за японската общност.